# You Don't Know What to Do
Singles de Mariah Carey
You're Mine (Eternal)
(2014) Infinity
(2015)
You Don't Know What to Do est une chanson de la chanteuse Mariah Carey en featuring Wale, sortie le 30 juin 2014. La chanson est le 4e single extrait de l'album Me. I Am Mariah... The Elusive Chanteuse. Elle est écrite par Mariah Carey, Olubowale Akintimehin, Patrick Adams, Terri Gonzalez et composée par 
Mariah Carey, Jermaine Dupri, Bryan-Michael Cox. Ce titre comporte un extrait du titre "I'M Caught Up In A One Night Love Affair", écrit par Patrick Adams et Terri Gonzalez
.

## Composition
You Don't Know What to Do est un titre RnB aux influences disco, qui contient un extrait du titre I'm Caught Up In a One Night Love Affair, écrit par Patrick Adams et Terri Gonzalez
.

## Promotion
Mariah Carey interprète une première fois la chanson lors de l'émission Today Show, puis dans Good Morning America. Le titre est envoyé en radio américaine à partir du 30 juin 2014 mais aussi à partir du 1er juillet 2014,.

## Critique
La chanson reçoit d'excellentes critiques[réf. nécessaire].

## Clip vidéo
Ce single ne bénéficie pas de vidéoclip.

## Pistes et formats
Téléchargement digital
1. You Don't Know What to Do (featuring Wale) – 4:47
2. You Don't Know What to Do (Solo version) – 3:44[6]